# 三谷三四郎
三谷 三四郎（みたに さんしろう、1987年 - ）は、日本のディレクター、YouTuber。法政大学卒業。東京都出身。
登録者数163万人のYouTube番組『街録ch〜あなたの人生、教えて下さい〜』主宰者。

## 略歴
1987年（昭和62年）東京都生まれ。2005年（平成17年）に東京都立府中高等学校を卒業。2009年（平成21年）に法政大学を卒業。
大学在学中にお笑いが好きだったこともあってバラエティ番組に関わりたいと就職活動を開始。テレビ番組の制作会社、テレビ朝日映像でテレビ番組のアシスタントディレクター（AD）の仕事をスタート。
2012年（平成24年）からフジテレビの番組を担当。『笑っていいとも!』が終わる2014年（平成26年）3月31日までの2年間にADを担当。当時の珍事件として天海祐希が「テレフォンショッキング」のコーナーに出演中に携帯を鳴らしてしまう。そのことが当時のYahoo!ニューストップ記事に「テレフォンショッキング 天海祐希トーク中にADの携帯なる！」というタイトルで掲載された。
2019年（平成31年）1月17日、28歳からフリーディレクターとして転身。『笑ってはいけない』（日本テレビ）をはじめ日本テレビ、TBSテレビ、テレビ朝日等の番組を担当。
月に4、5本掛け持ちをする売れっ子ディレクターとして日々を過ごすなか、コロナ禍の影響でテレビ関係の仕事が激減。YouTubeで自分の面白いようにやってみたいと思うようになった。過去に担当した東野幸治MCのテレビ番組『その他の人に会ってみた』（TBSテレビ）がYouTuberになるキッカケとなる。当時、観光地などで変わった一般の人を見つけてインタビューしていた三谷は、その作業がとても楽しく、番組が終了した後も、このやり方でやっていきたいなあと漠然と思っていた。
2020年（令和2年）3月9日、ひたすら街頭インタビューをするチャンネル『街録ch〜あなたの人生、教えて下さい〜』をYouTubeに開設。“街録（がいろく）”とはテレビ用語で、街頭録音の略。街行く一般人にインタビューし、生い立ちやその人のこれからについて語ってもらう動画チャンネルとなっている。ただし一般人といっても、一癖も二癖もあるような人に狙いを定めているのが特徴。滅多に聞けないような武勇伝、苦労話等で、視聴者を引き込む内容となっている。東野幸治や千原ジュニアを起用する一方、アウトロー系のタイソンや油山真也などの人気YouTuberを積極的にインタビューをすることから一気に視聴者数が急増した。
YouTubeで月30万円くらい稼げるようになったところでテレビディレクターの仕事を辞めた。
2021年（令和3年）10月末現在で登録者数50万人、総再生回数1億回を越える。目標は2022年（令和4年）にチャンネル登録者数100万人達成し、Zepp Tokyoを貸し切り、『街録ch』の出演者にお礼を言えるイベントを作ること。

## 人物
- 3年同棲していた一般人と結婚。子供を1人もうける。一児の父[3]。
- 「笑っていいとも!」のメイン作家・鈴木おさむは当時の三谷のことを「おもしろい雰囲気を纏い自分に自信があるタイプ、そしてずっと変わらないタイプだった」と回想する。そのあとフジテレビの「さまぁ〜ずの神ギ問」という番組で一緒で、その時も人と違ったものを作ろうとするタイプだったと話す。「イタさと才能って紙一重。こういうやつって叩かれがちだけど、でもこういうやつじゃないと、登れない山がある」と評価した[11]。ただし鈴木おさむによると、三谷自身は鈴木に対して複雑な感情を抱いていたことを明かしているとのこと[12]。
- 生年月日は非公表だが年齢は公表している。2021年2月現在33歳である[3]。
- YouTuberに転身する勝算は、テレビ時代に東野幸治番組で、街録chと似たような企画をやって手ごたえがあったから。鳥取砂丘で70歳くらいのおじいちゃんがパラグライダーの練習をしているところを突撃インタビュー。理由を聞いたら「奥さんが10年以上前に亡くなり、自衛隊の同窓会に参加したら『人生の最後に一緒に飛ぼう』と誘われた。」という。それをいい感じに編集したら、長文のメールで感謝の文面が来て、これはやる意味があるなと痛感した[9]、と語る。
- テレビの仕事に興味を持ったキッカケは大学1年生のときに読んだ松本人志『遺書』だった。目から鱗で「将来松本さんのような人と働きたい」と思った[7]。
- 商品紹介の再現ドラマを作る現場にいた頃に“僕みたいな使えないADが集まる窓際族”を脱却したく「3年後にバラエティの仕事ができるなら、そのときに役立つスキルは何だろう？」と考え、勝手に映像の編集作業をやりはじめた。怒られるかと思ったら「代わりに編集してくれてありがとう」と喜ばれた。映像編集のスキルを身に付けたい三谷と、できる限り仕事を他人に渡したいディレクター、両者の利害が一致した。地道に編集作業を頑張っている姿がプロデューサーの目に入り、ディレクターに昇格することになった[7]。

## 制作手法
- 「編集」でオチは作らない。テレビ番組制作のときの習慣で「わからないことをなくす」ということを心がけている。編集時にオチは作らず、本人の口から言ってもらったものですべて構成。話の脱線、余談の中に面白さがあると思っている[1]。
- 『街録ch〜あなたの人生、教えて下さい〜』で初の芸能人は東野幸治。かつて東野の番組のディレクターを担当していた三谷は登録者数1万人を越えたら絶対出演依頼することを励みにYouTube作りに頑張った。数字達成後にInstagramへダイレクトメールを送った。東野も三谷のことを覚えていてくれて快諾。そのことがキッカケに番組テーマソングのミュージックビデオにも出演してくれる仲となった。このことがキッカケに「東野幸治が出ているなら大丈夫かな」とキャスティングの幅が格段に広くなった[9]。
- 全世界での累計部数4億8000万部を誇る国民的マンガ『ONE PIECE』の作者・尾田栄一郎が、2021年5月10日発売号の週刊少年ジャンプの巻末コメントに「原稿中にラジオのように街録chを聴いてる。色んな人の人生がホントに興味深い」と街録chを称賛した。その出来事に三谷は興奮して視聴者に報告した[13]。
- 大森靖子を筆頭に多くの著名人が街録chファンを公言している[14]。
- 『笑っていいとも!』最後の「曜日対抗いいともCUP」の優勝が金曜日で、その日は三谷が曜日担当。優勝賞品の指輪のリングを出演者（草彅剛、関根勤、爆笑問題の田中裕二、劇団ひとり、木下優樹菜）のマネージャーに渡さなければいけないが渡せず家の押し入れに眠っている。7年越しの2021年10月「街録ch」内で関根勤にチャンピオンリングを直接、手渡すことができた[5]。木下優樹菜にも渡すことができた[15]。
- 三谷の禁じ手はインタビューでヤれそう（Hできそう）なコに出会っても手を出さないこと。それで不倫などと後ろ指さされるリスクをとるくらいなら風俗にいくとインタビューで答えている[10]。

## 担当番組

### 日本テレビ
- 『絶対に笑ってはいけないアメリカンポリス24時!』
- 『有吉の壁』
- 『THE突破ファイル』

### TBSテレビ
- 『マツコの知らない世界』
- 『有吉ジャポン』
- 『その他の人に会ってみた』

### フジテレビ
- 『笑っていいとも!』
- 『バイキング』
- 『さまぁ〜ずの神ギ問』
- 『坂上どうぶつ王国』

### テレビ朝日
- 『マツコ&有吉 かりそめ天国』
- 『ラストアイドル』

### YouTube番組
- 『街録ch〜あなたの人生、教えて下さい〜』

## 監督作品

### ミュージックビデオ
- 大森靖子
  - 「Rude」（2021年5月19日、YouTube）[1][16]
  - 「前説ADvance」（2022年9月1日、YouTube）[17]
- MAPA
  - 「アイドルを辞める日」（2021年11月5日、YouTube）[18]
  - 「Satie」（2022年5月13日、YouTube）[19]
  - 「麒麟♡タイム」（2022年5月23日、YouTube）[20]
  - 「怪獣 GIGA」（2023年1月28日、YouTube）[21]

## 出演
- NewsPicks（2021年6月25日、YouTube）[22]
- 渡邉社長のYouTubeビジネス攻略チャンネル（2021年7月21日、YouTube）[23]
- ニートtokyo（2021年9月17日 - 11月9日、YouTube）[24]
- 高瀬敦也コンテンツファクトリー（2021年10月14日、YouTube）[25]
- サトミツちゃんねる（2021年10月21日、YouTube）[26]
- こんばんは、朝山家です。 第2話（2025年7月13日、朝日放送テレビ・テレビ朝日） - 本人 役[27]